# Vittorio Emanuele III của Ý
Victor Emmanuel III (tiếng Ý: Vittorio Emanuele III, tiếng Albania: Viktor Emanueli III; 11 tháng 11 1869 - 28 tháng 12 1947) là một thành viên của Nhà Savoy và là Vua của Ý (từ 29 tháng 7 năm 1900 cho đến khi thoái vị vào 9 tháng 5 năm 1946). Ngoài ra, ông giữ vương miện của Ethiopia và Albania, ông tự tuyên bố là Hoàng đế Ethiopia (1936-1941) và Vua của Albania (1939-1943), mặc dù điều này không được công nhận bởi các cường quốc châu Âu. Trong thời gian 45 năm trị vì của mình, từ khi bắt đầu vụ ám sát cha mình Umberto I cho đến khi nước Ý tham gia vào hai cuộc thế chiến, triều đại của ông cũng chứng kiện sự ra đời và sụp đổ của Phát xít Ý.Quyền lực của ông cũng giảm mức đáng kể khi Benito Mussolini trở thành Thủ tướng và chỉ đơn thuần là Nguyên thủ quốc gia trong giai đoạn này
Victor Emmanuel III đã nhường ngai vàng của mình cho con trai Umberto II, hy vọng rằng sẽ hỗ trợ chế độ quân chủ chống lại chế độ bầu cử qua văn bản hiến pháp (1946) nhưng không thành công. Sau đó ông đã bị đày lưu vong đến Alexandria, Ai Cập, cuối cùng qua đời và chôn cất vào năm 1947.
Ông được mệnh danh là "Re soldato" (vua chiến binh) và "Re vittorioso" (vua chiến thắng) của người Ý sau khi Italia đã chiến thắng trong cuộc chiến tranh thế giới thứ nhất. Ông cũng được mệnh danh là "Sciabolata" ("little saber") do chiều cao của mình 1,53 m (5 ft 0 in).

## Tiểu sử

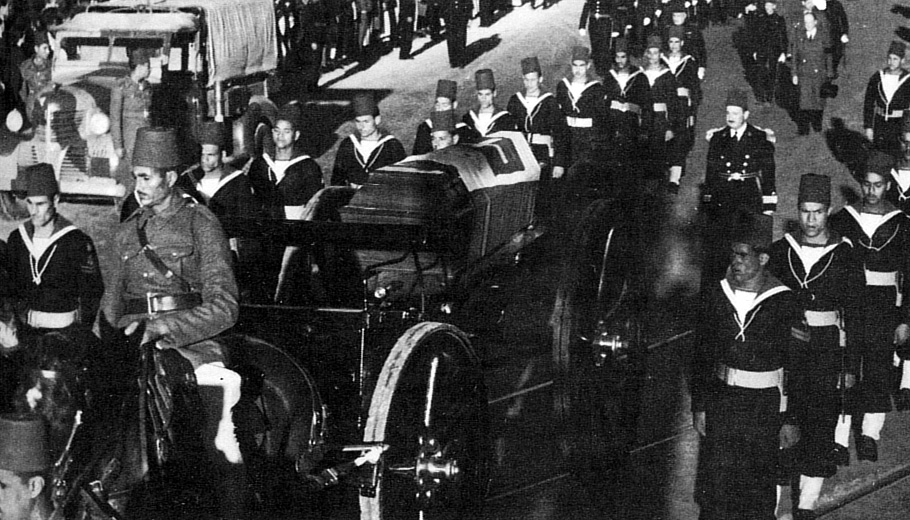
Tang lễ của Vittorio Emanuele III tại Alexandria, Ai Cập

Victor Emmanuel đã được sinh ra ở Naples, Italy. Ông là người con duy nhất của Umberto I, vua của Ý, và vị phối ngẫu của mình là công chúa Margherita của Savoy. Margherita là con gái của Công tước của Genoa. Không giống như người em họ của mình, Amedeo - công tước thứ ba của Aosta, có chiều cao 1,98 m (6 feet 6), Victor Emmanuel thấp thậm chí theo tiêu chuẩn của thế kỷ 19, ông chỉ cao 1,53 m (chỉ hơn 5 feet). Từ khi sinh ra, Victor Emmanuel được biết đến với danh hiệu Hoàng tử của Naples. Ngày 24 tháng 10 năm 1896, hoàng tử Victor Emmanuel cưới công chúa Elena của Montenegro.